# SN 2001R
SN 2001R – supernowa typu II-P odkryta 6 stycznia 2001 roku w galaktyce NGC 5172. W momencie odkrycia miała maksymalną jasność 18,50m.